# Emmie Chanika
Emmie Takomana Chanika (26 tháng 5 năm 1956 - 29 tháng 7 năm 2022)  là một nhà hoạt động nhân quyền người Malawi. Là một y tá đã đăng ký được đào tạo, Chanika bắt đầu làm việc vào năm 1992 khi các nhóm nhân quyền bắt đầu thành lập và kích động thay đổi chính trị ở Malawi, vào thời điểm đó phải chịu chế độ độc tài của Hastings Kamuzu Banda. Emmie Chanika sau đó đã thành lập Ủy ban Tự do Dân sự (CILIC), được thành lập vào tháng 2 năm 1992 với tư cách là tổ chức nhân quyền đầu tiên ở Malawi. Emmie Chanika là giám đốc điều hành của nó kể từ đó. Dưới biểu ngữ của CILIC Emmie Chanika đã tích cực tham gia vào cuộc trưng cầu dân ý năm 1993 và cuộc tổng tuyển cử năm 1994 về Giáo dục công dân dẫn đến sự thay đổi dân chủ lớn và chấm dứt chế độ độc tài của Hasting Kamuzu Banda ở Malawi. Mặc dù là một y tá đã được đào tạo, Emmie Chanika vẫn tiếp tục giáo dục bản thân và trong số các bằng cấp khác có bằng Thạc sĩ Khoa học về Lập kế hoạch Chiến lược năm 2007.
Năm 1995, Tổng thống dân chủ đầu tiên của Ma-lai-xi-a, Bakili Muluzi đã chỉ định Chanika ngồi vào Ủy ban giết người Mwanza, nơi cựu Tổng thống Nhà nước Hastings Kamuzu Banda, cánh tay phải của ông John Tembo, và bà tâm sự, bà Cecelia Kadzamira bị buộc tội là chủ mưu vụ ám sát ba bộ trưởng nội các và một thành viên của quốc hội.
Trong những năm sau đó, Emmie Chanika là một người đấu tranh quyết liệt cho quyền của phụ nữ và trẻ em ở một đất nước mà sự thống trị của nam giới là chuẩn mực. Trước sự đe dọa, đe dọa và thậm chí là bạo lực thể xác, bà đã là tiếng nói cho phụ nữ và trẻ em bị áp bức. Nhiều phụ nữ và trẻ em gặp nạn đã tìm đường đến văn phòng CILIC ở Blantyre và đã nhận được tư vấn, trợ giúp pháp lý và tư vấn chuyên nghiệp. Bên cạnh việc thúc đẩy các giá trị dân chủ và giải quyết bạo lực có động cơ chính trị, Emmie Chanika cũng là người tiên phong cải cách nhà tù ở Malawi.
Vào tháng 5 năm 2003, bà đã tham gia cùng với các nhà hoạt động vì quyền của phụ nữ khác trong việc tố cáo thói quen của Tổng thống Ma-rốc Bakili Muluzi về việc công khai bình luận về giới tính đối với phụ nữ. "Thật buồn khi lưu ý tổng thống lăng mạ phụ nữ trước sự hiện diện của vợ, giáo sĩ và lãnh đạo của xã hội Hồi giáo", Chanika nói.
Emmie Chanika tiếp tục là một trong những nhà hoạt động nhân quyền can đảm và có ảnh hưởng nhất ở Malawi và cũng là một trong những thành viên sáng lập của diễn đàn tư vấn nhân quyền HRCC. Trong cuộc khủng hoảng chính trị năm 2011 ở Malawi đã chứng kiến nhiều người Malawi xuống đường trong sự tức giận với các chính sách áp bức của tổng thống Bingu Wa Mutharika, Emmie Chanika đã có lập trường ôn hòa. Bà đã kêu gọi bình tĩnh và đối thoại hơn là đối đầu. Lập trường này đã thúc đẩy các cáo buộc rằng bà ấy hiện đang trong biên chế của chính phủ Malawi. Tuy nhiên, những lời buộc tội này dường như không có cơ sở vì Emmie Chanika đã tiếp tục lên tiếng trong những lời chỉ trích của bà đối với chính phủ Ma-la-uy. Emmie Chanika tiết lộ trong một cuộc phỏng vấn gần đây rằng tổ chức CILIC của bà đã gần như gấp lại vì HIVOS đã ngừng tài trợ cho CILIC vào năm 2008, nó đã không nhận được bất kỳ sự hỗ trợ nào từ các nhà tài trợ quốc tế. Dường như CILIC cũng đã bị phá hoại bởi chính phủ và các tổ chức xã hội dân sự mới, những người cạnh tranh để tiếp cận các quỹ tài trợ. Mặc dù thiếu kinh phí, Emmie Chanika vẫn là một nhà hoạt động nhân quyền tích cực và gần đây đã lên tiếng mạnh mẽ về vấn đề giáo sĩ vô đạo đức và các chuyên gia tôn giáo truyền thống gán cho trẻ em, người tàn tật và người già là phù thủy..
Bên cạnh việc là tác giả và đồng tác giả nhiều tài liệu và báo cáo nghiên cứu, Emmie Chanika còn là tác giả của một cuốn sách về Bạo lực chống lại phụ nữ và đồng tác giả hai cuốn sách với nhà sử học và nhà nghiên cứu y học, Tiến sĩ Adamson Sinigate Muula của Đại học Malawi Sản phẩm bán chạy nhất của họ là Malawi Lost Decade 1994-2004, tất cả được xuất bản bởi MontfortMedia, Balaka.
Ngày 29 tháng 7 năm 2022, bà qua đời vì đột quỵ, hưởng thọ 66 tuổi.